# Mistrzostwa Europy we Wspinaczce Sportowej 2000
Mistrzostwa Europy we wspinaczce sportowej 2000 – 4. edycja Mistrzostw Europy we wspinaczce sportowej, która odbyła się 7 października 2000 roku w niemieckim Monachium. 
Podczas zawodów wspinaczkowych zawodnicy i zawodniczki rywalizowali w 4 konkurencjach.

## Harmonogram
Legenda
| E | Eliminacje |  | Finał (ilość) |

| Październik 2000    | 6 | 7 | 8 |
| ------------------- | - | - | - |
| Wspinaczka sportowa |   | 4 |   |

## Konkurencje
Mężczyźni
- prowadzenie i wspinaczka na szybkość

Kobiety
- prowadzenie oraz wspinaczka na szybkość

## Uczestnicy
Zawodnicy i zawodniczki podczas zawodów wspinaczkowych w 2000 roku rywalizowali w 4 konkurencjach. Łącznie do mistrzostw Europy zgłoszonych zostało 154 wspinaczy (każdy zawodnik miał prawo startować w każdej konkurencji o ile do niej został zgłoszony i zaakceptowany przez IFCS i organizatora zawodów). 
| Lp.   |           | ↓ Uczestnicy – konkurencje → |     | prowadzenie | na szybkość |
| ----- | --------- | ---------------------------- | --- | ----------- | ----------- |
| 1.    | Mężczyźni | 62                           | 23  |             |             |
| 2.    | Kobiety   | 52                           | 17  |             |             |
| Razem | Razem     | Razem                        | 114 | 40          |             |

### Reprezentacja Polski
- Kobiety:
  - w prowadzeniu; Renata Piszczek zajęła 30, Iwona Gronkiewicz-Marcisz była 36, a Edyta Ropek była 48 miejsce,
  - we wspinaczce na szybkość; Renata Piszczek zajęła 5 miejsce, a była Edyta Ropek sklasyfikowana była na 13.
- Mężczyźni:
  - w prowadzeniu; Lukasz Müller zajął 47-49 miejsce a Marcin Wróbel był 57,
  - we wspinaczce na szybkość; Tomasz Oleksy zajął 8 miejsce.

## Medaliści
| Konkurencja             | Złoto                      | Srebro                    | Brąz                          |
| ----------------------- | -------------------------- | ------------------------- | ----------------------------- |
| Mężczyźni               |                            |                           |                               |
| prowadzenie (7.10)      | Francja · Alexandre Chabot | Włochy · Cristian Brenna  | Rosja · Jewgienij Owczinnikow |
| wsp. na szybkość (7.10) | Ukraina · Maksym Stienkowy | Rosja · Jakow Subbotin    | Rosja · Aleksandr Czaulsky    |
| Kobiety                 |                            |                           |                               |
| prowadzenie (7.10)      | Niemcy · Katrin Sedlmayer  | Francja · Stéphanie Bodet | Niemcy · Marietta Uhden       |
| wsp. na szybkość (7.10) | Ukraina · Ołena Riepko     | Rosja · Tatjana Rujga     | Rosja · Zosia Podgorbounskicz |

## Wyniki
* Zawodnicy gospodarza zawodów zostali zaznaczeni tym kolorem.

### Wspinaczka na szybkość
| Mężczyźni | Mężczyźni           | Mężczyźni |
| --------- | ------------------- | --------- |
| Miejsce   | Zawodnik            | Państwo   |
| złoto     | Maksym Stienkowy    | Ukraina   |
| srebro    | Jakow Subbotin      | Rosja     |
| brąz      | Aleksandr Czaoulsky | Rosja     |
| 4         | Władisław Baranow   | Rosja     |
| 5         | Aleksiej Gadiejew   | Rosja     |
| 6         | Csaba Komondi       | Węgry     |
| 7         | Andrij Wedenmiejer  | Ukraina   |
| 8         | Tomasz Oleksy       | Polska    |
| 9         | Kalin Garbov        | Bułgaria  |
| 10        | Andrij Kriwonos     | Ukraina   |

| Kobiety | Kobiety               | Kobiety |
| ------- | --------------------- | ------- |
| Miejsce | Zawodniczka           | Państwo |
| złoto   | Ołena Riepko          | Ukraina |
| srebro  | Tatjana Rujga         | Rosja   |
| brąz    | Zosia Podgorbounskicz | Rosja   |
| 4       | Swietłana Sutkina     | Rosja   |
| 5       | Renata Piszczek       | Polska  |
| 6       | Natalija Perłowa      | Ukraina |
| 7       | Majia Piratinska      | Rosja   |
| 8       | Ołena Ostapenko       | Ukraina |
| 9       | Natalja Nowikowa      | Rosja   |
| 10      | Olha Zacharowa        | Ukraina |

## Klasyfikacja medalowa
* Organizator zawodów został zaznaczony tym kolorem.
|                   |                   |                   |   |   |   |    |   |   |   |   |   |   |
| 1                 | Ukraina           | 2                 | 0 | 0 | 2 | 1  | 0 | 0 | 1 | 0 | 0 |   |
| 2                 | Francja           | 1                 | 1 | 0 | 2 | 1  | 0 | 0 | 0 | 1 | 0 |   |
| 3                 | Niemcy            | 1                 | 0 | 1 | 2 | 0  | 0 | 0 | 1 | 0 | 1 |   |
| 4                 | Rosja             | 0                 | 2 | 3 | 5 | 0  | 1 | 2 | 0 | 1 | 1 |   |
| 5                 | Włochy            | 0                 | 1 | 0 | 1 | 0  | 1 | 0 | 0 | 0 | 0 |   |
| 5                 |                   |                   |   |   |   |    |   |   |   |   |   |   |
| Ogółem (5 państw) | Ogółem (5 państw) | Ogółem (5 państw) | 4 | 4 | 4 | 12 | 2 | 2 | 2 | 2 | 2 | 2 |

Źródło: